# Ernst Neeb
Ernst Neeb (né le 8 septembre 1861 à  Bischofsheim; mort le 23 avril 1939 à Mayence) est un historien de l'art et philologue allemand. Son ouvrage principal est le manuel de monuments de Mayence  Verzeichnis der Kunstdenkmäler der Stadt Mainz , (1905) selon la loi concernant les «objets classés monuments historiques de Grand-duché de Hesse » de 1902 par Louis V de Hesse. 

## Biographie
Ernst Neeb est né comme fils d’un employé des chemins de fer à Bischofsheim. Il a étudié la philologie, histoire et allemand à l'université de Berlin et à l'université de Giessen. Entre 1888 et 1924 Neeb enseigne au niveau secondaire à Mayence. Puis il s'oriente vers une carrière scientifique dans le domaine de l'histoire de l'art. Après 1910 son activité d'historien de l'art commence comme directeur honorifique du “Mainzer Altertumsmuseum” (aujourd’hui Musée du Land (Mayence)), en 1924 il fut directeur professionnel du musée.
En contexte de l’extension de la ville au début du XXe siècle, Neeb a reconnu en 1914 un mur comme vestige d'une scène de théâtre romain, aujourd'hui Théâtre antique de Mayence. Une fouille en 1916 a confirmé sa thèse, mais en raison de la Seconde Guerre mondiale, aucune fouille de grande ampleur n'est menée. Neeb prit sa retraite en 1934, mais continue à travailler sur l'inventaire des monuments à Mayence. En 1936, la ville de Mayence a nommé Ernst Neeb citoyen d'honneur. Une rue de Mainz-Oberstadt a été nommée d'après Neeb, Ernst-Neeb-Strasse.

## Œuvres
- Verzeichnis der Kunstdenkmäler der Stadt Mainz, Mainz, H. Prickarts, 1905
- Mainz und Umgebung; (Mayence et ses environs) ; Stuttgart, W. Seifert, 1915
- avec Rudolf Kautzsch (de): Kunstdenkmäler im Grossherzogthum Hessen: Inventarisierung und beschreibende Darstellung der Werke der Architektur, Plastik, Malerei und des Kunstgewerbes bis zum Schluss des XVIII. Jahrhunderts; 1919
- Die Mainzer Juppitersäule: Erklärungen und Deutungen ihres figürlichen Schmuckes; Mainz, Oscar Schneider, 1923
- Das kurfürstliche Schloß zu Mainz, (Le  Château des Princes-Électeurs de Mayence) Wiesbaden, Dioskuren-Verlag, 1924
- Die Deckengemälde der Augustinerkirche zu Mainz; (L'église des Augustins à Mayence), Druckerei Lehrlingshaus, 1936
- avec Karl Nothnagel et Fritz Arens (de): Bestehende und verschwundene Mainzer Kirchen A-G; (Églises de Mayence existantes et disparues A-G); Darmstadt 1940